# Portrait de Jorge Manuel Theotocopouli
Portrait de Jorge Manuel Theotocopouli est un tableau peint par El Greco entre 1597 et 1603, ou 1603. Il mesure 81 cm de haut sur 56 cm de large. Il est conservé au musée des beaux-arts de Séville. Il représente Jorge Manuel Theotocopouli, le fils de l'artiste.

## Expositions
- 16 octobre 2019 - 10 février 2020 : Exposition Greco, Grand Palais, Paris